# Robin Thicke

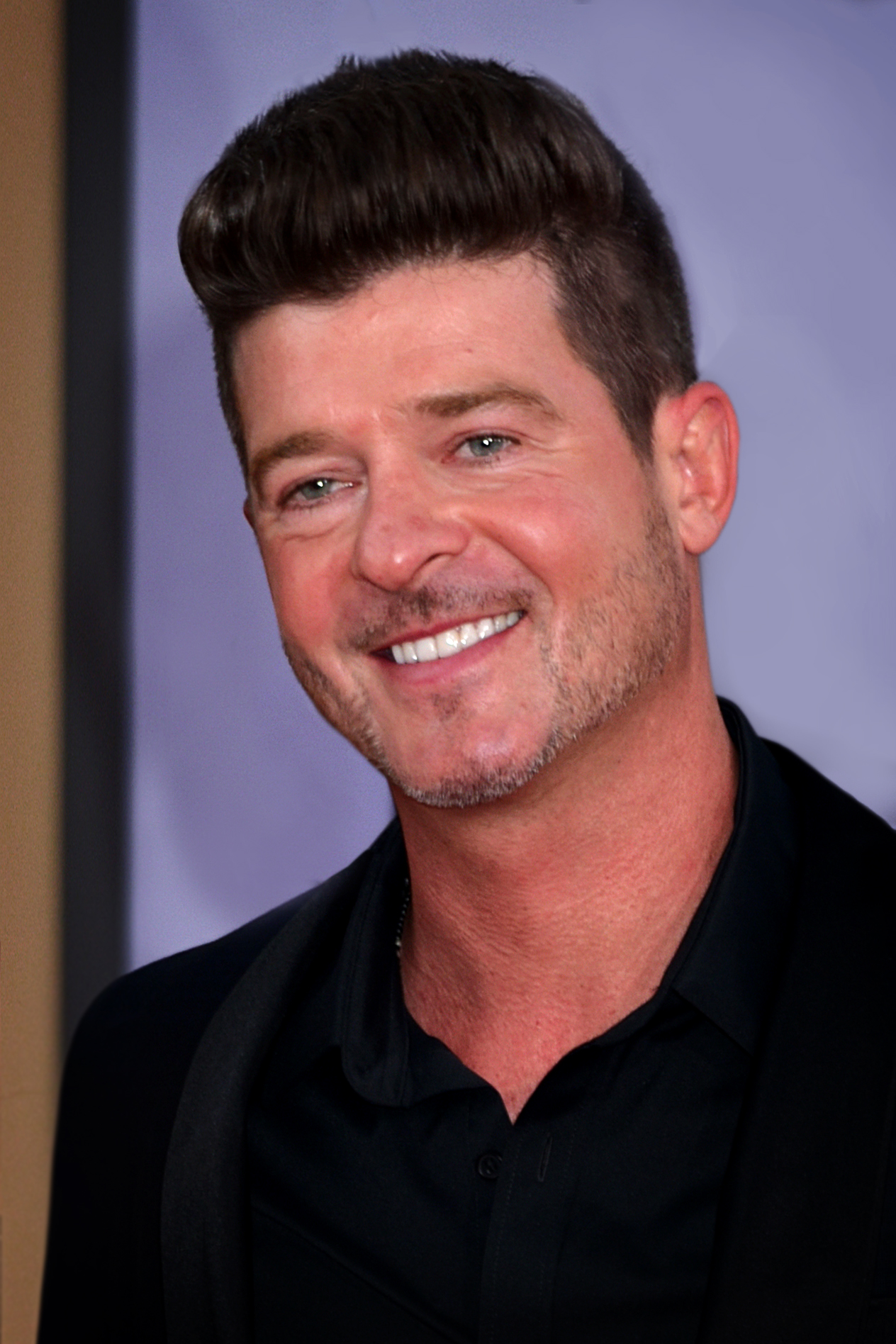
Robin Thicke (2019)

Robin Alan Thicke (* 10. März 1977 in Los Angeles, Kalifornien) ist ein US-amerikanischer R&B-Sänger und Songwriter.

## Jugend
Robin Thicke wurde im März 1977 als zweites Kind des kanadischen Schauspielers und Songwriters Alan Thicke und der US-amerikanischen Sängerin und Soap-Darstellerin Gloria Loring in Los Angeles geboren. Von den Karrieren beider Elternteile beeinflusst, hatte er bereits im Alter von zwölf Jahren Gastauftritte in Fernsehserien wie dem 1960er Jahre-Drama Wunderbare Jahre oder der Sitcom Unser lautes Heim. Obwohl sowohl Vater als auch Mutter ihn in seinem Vorhaben unterstützten, beschloss Thicke wenig später, sich von der Schauspielerei abzuwenden. Mit 16 lernte er schließlich André Hall, den Vorsitzenden von Interscope Records kennen, welcher Thicke einen Plattenvertrag mit dem Sublabel Nu America Records anbot. Obwohl er 1996 erstmals auf dem Soundtrack zu Demi Moores Film Striptease zu hören war, machte er sich in den Folgejahren jedoch vorrangig als Songwriter für Brandy, Michael Jackson, Mýa, Usher, Pink, Christina Aguilera oder auch Mary J. Blige einen Namen.

## Karriere
2000 begann Thicke schließlich mit den Aufnahmen zu seinem Debütalbum Cherry Blue Skies. Zwei Jahre später wurde im Juni 2002 mit When I Get You Alone schließlich die erste Single aus dem von Neo-Soul inspirierten Longplayer ausgekoppelt. Der auf Beethovens 5. Sinfonie basierende Song entwickelte sich zu einem weltweiten Charterfolg und erreichte unter anderem Platz 29 in den USA sowie Platz 17 in Australien. Im Zuge des Erfolges beschlossen Interscope und Nu America Records den Re-Release des Albums, welches 2003 schließlich unter dem Namen A Beautiful World – inklusive einiger neuer Aufnahmen – ein weiteres Mal veröffentlicht wurde. Trotz einer zweiten Singleauskopplung (Brand New Jones) war das Album jedoch kommerziell kaum erfolgreich.
Nach weiteren Kollaborationen mit Will Smith und dem Rapper Lil Wayne wechselte Thicke 2005 schließlich von Nu America zu Pharrell Williams’ Star Trak Records über. Aus der gemeinsamen Studiozeit mit Williams und Co-Produzent Chad Hugo ging noch im selben Jahr die Single Wanna Love U Girl hervor. Obwohl der Mid-Tempo-Track zunächst nur im englischsprachigen Raum veröffentlicht wurde und lediglich im Radio-Airplay erfolgreich war, wurde dieser im Jahr darauf als Remix mit Busta Rhymes sogar ein zweites Mal veröffentlicht.
Thickes zweites Album The Evolution of Robin Thicke erschien am 3. Oktober 2006 in Nordamerika. Die Platte verkaufte bislang mehr als 900.000 Kopien und verhalf Thicke zum kommerziellen Durchbruch in Australien. In dem Mitte 2007 erschienenen Tanzfilm Stomp the Yard, an der Seite von Ne-Yo, ist er erstmals wieder als Schauspieler zu sehen. Auf dem Album Curtis des Rappers 50 Cent ist er in einem Song zu hören. Auf dem Soundtrack zum Film Valentinstag ist er gemeinsam mit der Sängerin Leighton Meester in dem Song Somebody to Love zu hören.

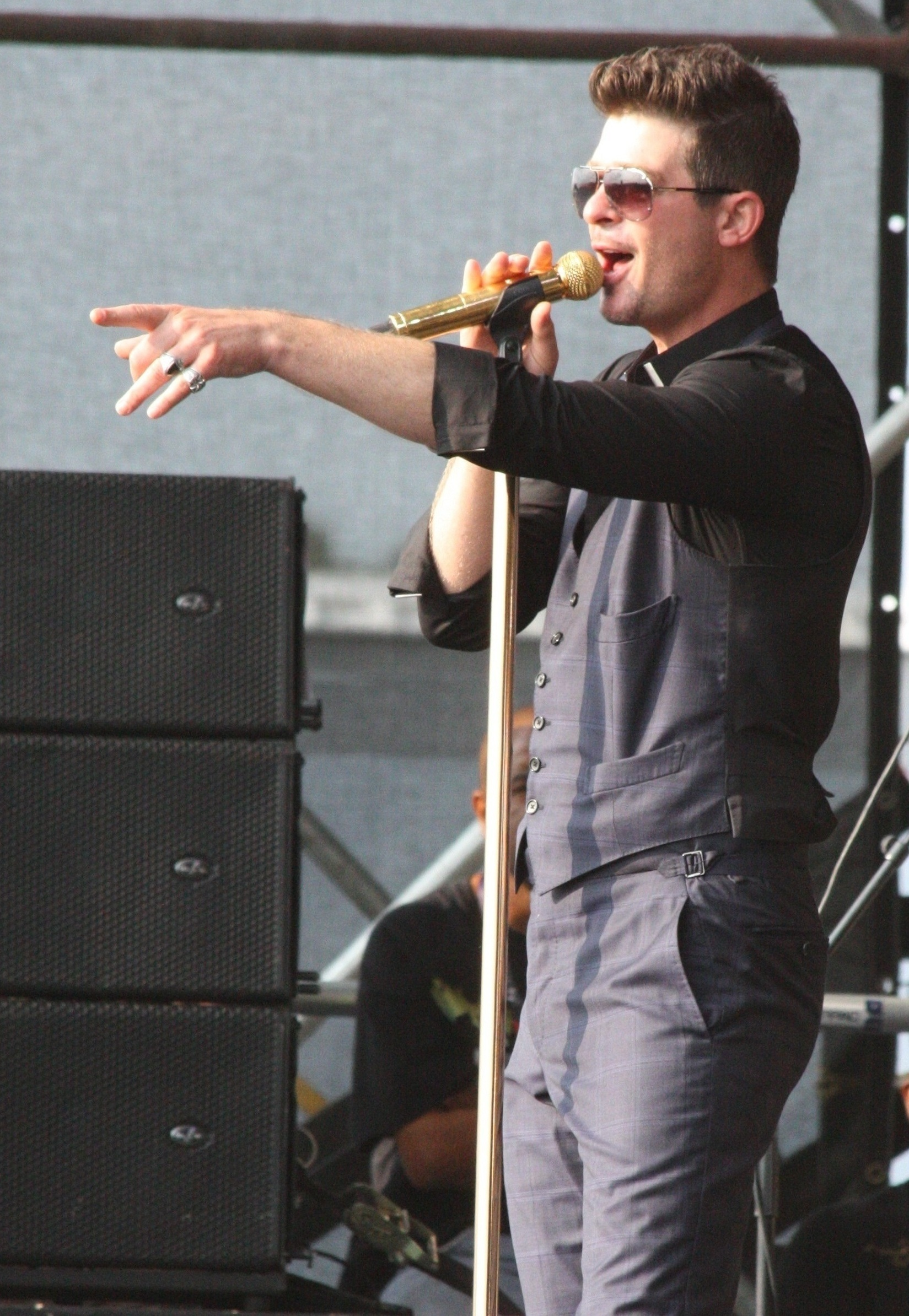
Thicke (2014)

2013 veröffentlichte Thicke den Titel Blurred Lines, den er gemeinsam mit Pharrell Williams schrieb und produzierte. Blurred Lines, auf Deutsch: verschwomme Grenzen, bezieht sich auf den Sex mit einer Betrunkenen, der aus der Sicht des Singenden einvernehmlich ist, angesichts der sehr harten und rauen Beschreibung aber deutlich auf einen sexuellen Missbrauch hindeutet. Viele Musikerinnen kritisierten daraufhin sowohl Thicke als auch die restliche Musikindustrie wegen Sexismus und der häufigen Darstellung von Frauen als Sexobjekte. Trotz dieser Kritik entwickelte die Single sich zu seinem bislang kommerziell erfolgreichsten Hit und erreichte in Deutschland, der Schweiz und in Großbritannien Platz 1 der Charts. Der Erfolg der Single ist unter anderem darin begründet, dass der Song für einen Werbespot der Firma Beats by Dr. Dre verwendet wurde. Das dazugehörige Musikvideo sorgte aufgrund der Freizügigkeit der weiblichen Protagonisten ebenfalls für Aufsehen. Im März 2015 befand ein US-amerikanisches Gericht, es handle sich bei dem Song zu wesentlichen Teilen um ein Plagiat von Got to Give It Up von Marvin Gaye, an dessen Erben Thicke und Williams insgesamt 7,4 Millionen Dollar zahlen mussten.
Im Juli 2014 erschien das Album Paula, das Thicke seiner Ex-Frau Paula Patton widmete. In Großbritannien wurde das Album in der ersten Verkaufswoche jedoch nur knapp 500-mal, in Australien nur knapp 160-mal verkauft, in den USA verkaufte sich das Album insgesamt knapp 25.000-mal.
Seit Januar 2019 fungiert Thicke als Juror der US-amerikanischen Version von The Masked Singer.

## Privates
Im Alter von 14 Jahren lernte Thicke die ein Jahr ältere Paula Patton kennen, die heute eine bekannte Schauspielerin ist. Die beiden waren seit 2005 verheiratet und haben seit dem 6. April 2010 einen gemeinsamen Sohn. Am 24. Februar 2014 gab das Paar seine Trennung bekannt. Patton reichte am 9. Oktober 2014 die Scheidung ein, die bis März 2015 vollzogen wurde. Zwei Monate später trat Thicke auf den Internationalen Filmfestspielen von Cannes zum ersten Mal öffentlich mit seiner neuen Partnerin April Love Geary (* 1994) auf. Im Februar 2018 wurden die beiden Eltern ihrer ersten gemeinsamen Tochter Mia Love. Ende Februar 2019 kam ihre zweite Tochter zur Welt.
Im Dezember 2016 starb Thickes Vater, im November 2018 wurde seine Villa in Malibu während der Waldbrände in Kalifornien zerstört. Im Dezember 2020 kam sein zweiter Sohn Luca Patrick zu Welt.

## Diskografie

### Studioalben
| Jahr | Titel Musiklabel                                 | Höchstplatzierung, Gesamtwochen, AuszeichnungChartplatzierungen (Jahr, Titel, Musiklabel, Platzierungen, Wochen, Auszeichnungen, Anmerkungen) | Höchstplatzierung, Gesamtwochen, AuszeichnungChartplatzierungen (Jahr, Titel, Musiklabel, Platzierungen, Wochen, Auszeichnungen, Anmerkungen) | Höchstplatzierung, Gesamtwochen, AuszeichnungChartplatzierungen (Jahr, Titel, Musiklabel, Platzierungen, Wochen, Auszeichnungen, Anmerkungen) | Höchstplatzierung, Gesamtwochen, AuszeichnungChartplatzierungen (Jahr, Titel, Musiklabel, Platzierungen, Wochen, Auszeichnungen, Anmerkungen) | Höchstplatzierung, Gesamtwochen, AuszeichnungChartplatzierungen (Jahr, Titel, Musiklabel, Platzierungen, Wochen, Auszeichnungen, Anmerkungen) | Anmerkungen                              |
| Jahr | Titel Musiklabel                                 | DE | AT | CH | UK | US | Anmerkungen                              |
| ---- | ------------------------------------------------ | --- | --- | --- | --- | --- | ---------------------------------------- |
| 2003 | A Beautiful World Nuamerica / Interscope Records | — | — | — | — | US152 (1 Wo.)US | Erstveröffentlichung: 15. April 2003     |
| 2006 | The Evolution of Robin Thicke Interscope Records | — | — | — | UK30 Silber · (3 Wo.)UK | US5 Platin · (56 Wo.)US | Erstveröffentlichung: 3. Oktober 2006    |
| 2008 | Something Else Star Trak                         | — | — | CH65 (1 Wo.)CH | UK83 (1 Wo.)UK | US3 Gold · (28 Wo.)US | Erstveröffentlichung: 26. September 2008 |
| 2009 | Sex Therapy Star Trak                            | — | — | — | — | US9 (28 Wo.)US | Erstveröffentlichung: 15. Dezember 2009  |
| 2011 | Love After War Star Trak                         | — | — | — | — | US22 (11 Wo.)US | Erstveröffentlichung: 6. Dezember 2011   |
| 2013 | Blurred Lines Star Trak                          | DE2 (10 Wo.)DE | AT5 Platin · (9 Wo.)AT | CH1 Gold · (13 Wo.)CH | UK1 Gold · (23 Wo.)UK | US1 (36 Wo.)US | Erstveröffentlichung: 5. Juli 2013       |
| 2014 | Paula Star Trak                                  | — | — | CH63 (2 Wo.)CH | — | US9 (5 Wo.)US | Erstveröffentlichung: 1. Juli 2014       |
| 2021 | On Earth, and in Heaven Lucky Music / Empire     | — | — | — | — | — | Erstveröffentlichung: 12. Februar 2021   |

### Singles als Leadmusiker
| Jahr | Titel Album                                  | Höchstplatzierung, Gesamtwochen, AuszeichnungChartplatzierungen (Jahr, Titel, Album, Platzierungen, Wochen, Auszeichnungen, Anmerkungen) | Höchstplatzierung, Gesamtwochen, AuszeichnungChartplatzierungen (Jahr, Titel, Album, Platzierungen, Wochen, Auszeichnungen, Anmerkungen) | Höchstplatzierung, Gesamtwochen, AuszeichnungChartplatzierungen (Jahr, Titel, Album, Platzierungen, Wochen, Auszeichnungen, Anmerkungen) | Höchstplatzierung, Gesamtwochen, AuszeichnungChartplatzierungen (Jahr, Titel, Album, Platzierungen, Wochen, Auszeichnungen, Anmerkungen) | Höchstplatzierung, Gesamtwochen, AuszeichnungChartplatzierungen (Jahr, Titel, Album, Platzierungen, Wochen, Auszeichnungen, Anmerkungen) | Anmerkungen                                                                                |
| Jahr | Titel Album                                  | DE | AT | CH | UK | US | Anmerkungen                                                                                |
| ---- | -------------------------------------------- | --- | --- | --- | --- | --- | ------------------------------------------------------------------------------------------ |
| 2003 | When I Get You Alone A Beautiful World       | DE55 (7 Wo.)DE | AT60 (5 Wo.)AT | CH62 (12 Wo.)CH | — | — | Erstveröffentlichung: 7. April 2003                                                        |
| 2006 | Lost Without U The Evolution of Robin Thicke | — | — | — | UK11 Silber · (9 Wo.)UK | US14 Platin · (23 Wo.)US | Erstveröffentlichung: Oktober 2006                                                         |
| 2007 | Can U Believe The Evolution of Robin Thicke  | — | — | — | — | US99 (2 Wo.)US | Erstveröffentlichung: März 2007                                                            |
| 2008 | Magic Something Else                         | — | — | CH64 (3 Wo.)CH | UK95 (1 Wo.)UK | US59 (17 Wo.)US | Erstveröffentlichung: 20. Mai 2008                                                         |
| 2009 | Sex Therapy                                  | — | — | — | — | US54 (19 Wo.)US | Erstveröffentlichung: 20. Oktober 2009                                                     |
| 2013 | Blurred Lines                                | DE1 ×4Vierfachplatin · (55 Wo.)DE | AT1 Platin · (42 Wo.)AT | CH1 ×3Dreifachplatin · (47 Wo.)CH | UK1 ×4Vierfachplatin · (63 Wo.)UK | US1 Diamant · (48 Wo.)US | Erstveröffentlichung: 26. März 2013 Verkäufe: + 15.991.090; feat. T.I. & Pharrell Williams |
| 2013 | Give It 2 U Blurred Lines                    | DE36 (12 Wo.)DE | AT62 (2 Wo.)AT | — | UK15 (12 Wo.)UK | US25 (10 Wo.)US | Erstveröffentlichung: 9. August 2013 feat. Kendrick Lamar                                  |
| 2014 | Get Her Back Paula                           | — | — | — | — | US82 (1 Wo.)US | Erstveröffentlichung: 19. Mai 2014                                                         |

Weitere Singles
- 2003: Brand New Jones
- 2005: Wanna Love You Girl (feat. Pharrell Williams)
- 2007: Got 2 Be Down (feat. Faith Evans)
- 2008: The Sweetest Love
- 2009: Dreamworld
- 2010: Rollacoasta (feat. Estelle)
- 2010: It’s in the Mornin’ (feat. Snoop Dogg)
- 2011: Shakin’ It 4 Daddy (feat. Nicki Minaj)
- 2011: Love After War
- 2011: Pretty Lil’ Heart (feat. Lil Wayne)
- 2012: All Tied Up
- 2012: Exhale (Shoop Shoop)
- 2013: For the Rest of My Life
- 2013: Feel Good
- 2015: Morning Sun
- 2015: Back Together (feat. Nicki Minaj)
- 2016: Deep (mit Nas)
- 2016: One Shot (mit Juicy J)
- 2018: Testify

### Singles als Gastmusiker
| Jahr | Titel Album                         | Höchstplatzierung, Gesamtwochen, AuszeichnungChartplatzierungen (Jahr, Titel, Album, Platzierungen, Wochen, Auszeichnungen, Anmerkungen) | Höchstplatzierung, Gesamtwochen, AuszeichnungChartplatzierungen (Jahr, Titel, Album, Platzierungen, Wochen, Auszeichnungen, Anmerkungen) | Höchstplatzierung, Gesamtwochen, AuszeichnungChartplatzierungen (Jahr, Titel, Album, Platzierungen, Wochen, Auszeichnungen, Anmerkungen) | Höchstplatzierung, Gesamtwochen, AuszeichnungChartplatzierungen (Jahr, Titel, Album, Platzierungen, Wochen, Auszeichnungen, Anmerkungen) | Höchstplatzierung, Gesamtwochen, AuszeichnungChartplatzierungen (Jahr, Titel, Album, Platzierungen, Wochen, Auszeichnungen, Anmerkungen) | Anmerkungen                                                                     |
| Jahr | Titel Album                         | DE | AT | CH | UK | US | Anmerkungen                                                                     |
| ---- | ----------------------------------- | --- | --- | --- | --- | --- | ------------------------------------------------------------------------------- |
| 2014 | Calling All Hearts Paradise Royale  | — | — | — | UK6 (6 Wo.)UK | — | Erstveröffentlichung: 20. April 2014 DJ Cassidy feat. Robin Thicke & Jessie J   |
| 2015 | I Don’t Like It, I Love It My House | DE19 Gold · (23 Wo.)DE | AT7 (18 Wo.)AT | CH25 (15 Wo.)CH | UK7 Platin · (20 Wo.)UK | US43 Platin · (14 Wo.)US | Erstveröffentlichung: 31. März 2015 Flo Rida feat. Robin Thicke & Verdine White |

Weitere Gastbeiträge
- 2006: Shooter (mit Lil Wayne)
- 2009: Lay Back (mit Rick Ross)
- 2009: Somebody to Love (mit Leighton Meester)
- 2010: Fall Again (mit Kenny G)

## Auszeichnungen für Musikverkäufe
| Goldene Schallplatte - Australien - 2003: für die Single When I Get You Alone - 2014: für die Single Give It 2 U - Frankreich - 2013: für das Album Blurred Lines - Italien - 2016: für die Single Back Together - Kanada - 2014: für das Album Blurred Lines - Mexiko - 2014: für das Album Blurred Lines - Polen - 2014: für das Album Blurred Lines - 2021: für die Single I Don’t Like It, I Love It | Platin-Schallplatte - Australien - 2015: für die Single I Don’t Like It, I Love It - Belgien - 2013: für die Single Blurred Lines - Dänemark - 2013: für die Single Blurred Lines - 2015: für die Single I Don’t Like It, I Love It - Italien - 2016: für die Single I Don’t Like It, I Love It - Spanien - 2014: für das Streaming Blurred Lines - 2024: für die Single Blurred Lines - Vereinigte Staaten - 2007: für den Mastertone Lost Without You 2× Platin-Schallplatte - Norwegen - 2013: für die Single Blurred Lines - Schweden - 2013: für die Single Blurred Lines | 3× Platin-Schallplatte - Brasilien - 2024: für die Single Blurred Lines - Mexiko - 2014: für die Single Blurred Lines - Norwegen - 2013: für das Streaming Blurred Lines 4× Platin-Schallplatte - Dänemark - 2014: für das Streaming Blurred Lines - Italien - 2014: für die Single Blurred Lines 6× Platin-Schallplatte - Neuseeland - 2015: für die Single Blurred Lines 9× Platin-Schallplatte - Australien - 2014: für die Single Blurred Lines - Kanada - 2014: für die Single Blurred Lines Diamantene Schallplatte - Frankreich - 2013: für die Single Blurred Lines |

Anmerkung: Auszeichnungen in Ländern aus den Charttabellen bzw. Chartboxen sind in ebendiesen zu finden.
| Land/RegionAuszeichnungen für Musikverkäufe (Land/Region, Auszeichnungen, Verkäufe, Quellen) | Silber     | Gold       | Platin       | Diamant     | Verkäufe   | Quellen                 |
| -------------------------------------------------------------------------------------------- | ---------- | ---------- | ------------ | ----------- | ---------- | ----------------------- |
| Australien (ARIA)                                                                            | —          | 2× Gold2   | 10× Platin10 | —           | 770.000    | aria.com.au             |
| Belgien (BRMA)                                                                               | —          | —          | Platin1      | —           | 30.000     | ultratop.be             |
| Brasilien (PMB)                                                                              | —          | —          | 3× Platin3   | —           | 180.000    | pro-musicabr.org.br     |
| Dänemark (IFPI)                                                                              | —          | —          | 6× Platin6   | —           | 90.000     | ifpi.dk                 |
| Deutschland (BVMI)                                                                           | —          | Gold1      | 4× Platin4   | —           | 1.400.000  | musikindustrie.de       |
| Frankreich (SNEP)                                                                            | —          | Gold1      | —            | Diamant1    | 342.500    | snepmusique.com FR2     |
| Italien (FIMI)                                                                               | —          | Gold1      | 5× Platin5   | —           | 195.000    | fimi.it                 |
| Kanada (MC)                                                                                  | —          | Gold1      | 9× Platin9   | —           | 760.000    | musiccanada.com         |
| Mexiko (AMPROFON)                                                                            | —          | Gold1      | 3× Platin3   | —           | 210.000    | amprofon.com.mx         |
| Neuseeland (RMNZ)                                                                            | —          | —          | 6× Platin6   | —           | 90.000     | radioscope.co.nz        |
| Norwegen (IFPI)                                                                              | —          | —          | 5× Platin5   | —           | 20.000     | ifpi.no                 |
| Österreich (IFPI)                                                                            | —          | —          | 2× Platin2   | —           | 45.000     | ifpi.at                 |
| Polen (ZPAV)                                                                                 | —          | 2× Gold2   | —            | —           | 35.000     | olis.pl                 |
| Schweden (IFPI)                                                                              | —          | —          | 2× Platin2   | —           | 80.000     | sverigetopplistan.se    |
| Schweiz (IFPI)                                                                               | —          | Gold1      | 3× Platin3   | —           | 105.000    | hitparade.ch            |
| Spanien (Promusicae)                                                                         | —          | —          | 2× Platin2   | —           | 60.000     | elportaldemusica.es ES2 |
| Vereinigte Staaten (RIAA)                                                                    | —          | Gold1      | 4× Platin4   | Diamant1    | 14.500.000 | riaa.com                |
| Vereinigtes Königreich (BPI)                                                                 | 2× Silber2 | Gold1      | 5× Platin5   | —           | 3.360.000  | bpi.co.uk               |
| Insgesamt                                                                                    | 2× Silber2 | 12× Gold12 | 70× Platin70 | 2× Diamant2 |            |                         |

## Filmografie (Auswahl)
- 1988–1989: Unser lautes Heim (Growing Pains, Fernsehserie, 3 Episoden)
- 1989: Wunderbare Jahre (The Wonder Years, Fernsehserie, 2 Episoden)
- 2014: Abby in the Summer